# 太田淑子
太田淑子（日语：／ Ota Yoshiko，1932年4月25日—2021年10月29日），是日本的配音員，演員。事務所是Theater Echo。最著名的角色是《哆啦A夢》中的「大雄」。
在1947年，她在園田學園中學部畢業之後加入寶塚歌劇團，是第35期生。入團時，她的成績在34位同期中排第20名。
她在《哆啦A夢（第一部）》（日本電視台版）為第一代的大雄配音。在《哆啦A夢（第二部）》（朝日電視台版）中，她聲演大雄的玄孫。
2021年10月29日，她在醫院死於心臟衰竭。